# Họ Cá sạo
Họ Cá sạo (Danh pháp khoa học: Haemulidae) là một họ cá theo truyền thống xếp trong bộ Perciformes nhưng hiện nay xếp trong bộ Lutjaniformes. Tên gọi phổ biến của nhiều loài trong tiếng Anh là grunt. Các loài cá trong họ này phân bố ở các vùng biển nhiệt đới, với khoảng 134 loài xếp trong 19 chi. Chúng là loài săn mồi dưới đáy, Họ này cũng tham gia vào các mối quan hệ hỗ sinh với các loài cá bống của chi Elacatinus, cho phép những con cá này ăn các sinh vật ký sinh ngoài trên cơ thể chúng.

## Các phân họ và chi
- Haemulinae[2]
  - Anisotremus
  - Boridia
  - Brachydeuterus
  - Conodon
  - Emmelichthyops
  - Haemulon
  - Haemulopsis
  - Isacia
  - Microlepidotus
  - Orthopristis
  - Parakuhlia
  - Pomadasys
  - Xenichthys
  - Xenistius
  - Xenocys
- Plectorhynchinae[2]
  - Diagramma
  - Genyatremus
  - Parapristipoma
  - Plectorhinchus